# 최영미 (시인)
최영미(1961년 9월 25일 ~ )는 대한민국의 시인이며 소설가이다. 첫 시집 《서른, 잔치는 끝났다》는 섬세하면서 대담한 언어, 지금 이곳에서의 삶을 직시하는 신선한 리얼리즘으로 한국사회에 커다란 반향을 일으켰다. 문학평론가 최원식에 따르면 "최영미는 첫 시집이 너무 성공한 탓에 문학 외적인 풍문에 휩싸여 제대로 평가받지 못한 불행한 시인이다”. 1992년 등단 이후 시와 소설, 에세이를 넘나들며 6권의 시집을 펴내고, 장편소설 《흉터와 무늬》, 《청동정원》을 출간하고 미술과 축구에 대한 산문을 많이 썼지만, 한국에서 그녀는 여전히 시인으로 더 알려져 있다.

## 학력
- 선일여자고등학교
- 서울대학교 서양사학과
- 홍익대학교 대학원 미술사학과

## 약력
서울대학교 2학년이던 1981년 민주화를 요구하는 학내 시위에 가담하여 관악경찰서에서 구류 10일을 살고 1년간 무기정학 처분을 받았다. 대학졸업 후에 반독재 투쟁을 위해 만들어진 비합법 조직 '제헌의회그룹'의 사회주의 원전 번역팀에 들어가 카를 마르크스와 레닌의 저작물을 공동번역했다. 십 여명이 번역과 교열작업에 매달려 카를 마르크스의 자본론을 해방 이후 최초로 현대 한국어로 옮긴 《자본 1》이 1987년 이론과실천사에서 김영민이라는 허구의 인물을 역자로 내세워 출판되었고, 출판사 대표는 사회주의 원전을 출판한 혐의로 구속되었다. 1980년대 말 소비에트 정권의 붕괴와 공산주의의 몰락을 경험하면서 최영미는 거대 담론과 이데올로기에 회의를 품게 되었고, 자신의 안과 밖에서 진행되는 심각한 변화를 글로 표현하려 노력하며 작가의 길을 걷게 된다.

## 저서
1992년 《창작과비평》 겨울호에 〈속초에서〉 외 7편의 시를 발표하면서 작품 활동을 시작했다. 투명한 언어, 일상의 언어가 가진 잠재력을 최대한 끌어올리는 정확한 비유, 대담한 발상과 세련된 유머, 자본과 권력에 대한 날카로운 풍자로 한국사회에 충격을 주었던 첫 시집인 《서른, 잔치는 끝났다》는 1994년 50만 부가 팔리며 베스트셀러가 되었다. 저서로 시집 《꿈의 페달을 밟고》, 《돼지들에게》, 《도착하지 않은 삶》, 《이미 뜨거운 것들》<다시 오지 않는 것들>이 있다. 1970년대 서울 변두리의 가족사를 다룬 첫 장편소설 《흉터와 무늬》(2005년)를 출간했고, 1988년 이후 26년 간 틈틈이 써온 원고를 다듬고 보완하여 1980년대 청춘의 방황과 좌절을 다룬 자전적인 소설 《청동정원》(2014년)을 펴냈다.
최영미는 인간의 조건을 풍자적인 언어로 파헤친 시집 《돼지들에게》로 2006년 이수문학상을 수상했다. 이수문학상 심사위원 유종호교수는 “최영미 시집은 한국사회의 위선과 허위, 안일의 급소를 예리하게 찌르며 다시 한번 시대의 양심으로서 시인의 존재이유를 구현한다”라고 수상 이유를 밝혔다. 《돼지들에게》의 추천사에서 신경림 시인은 "진실을 추구하는 치열한 정신 없이는 이와 같은 시는 불가능할 것이다. 자칫 관념적 교훈적으로 될 수도 있는 알레고리적 방법이 시에 활기와 재미를 더해주는 점도 주목을 끈다”라고 썼으며 "시를 쓰지 않고는 견딜 수 없는 진정성과 언어의 조탁이 돋보인다”라며 심사평을 전했다. 시집 《이미 뜨거운 것들》은 책읽는사회문화재단의 2013년 상반기 우수문학도서로 선정되었다
구겐하임상(Guggenheim fellowship) 수상자인 시인 제임스 킴브렐(James Kimbrell)과 유정열이 공동 번역한 3인 시집 《현대한국의 세 시인:이상, 함동선, 최영미》(Three Poets of Modern Korea: Yi Sang, Hahm Dong-seon and Choi Young-mi> (2002,Sarabande books)는 2004년 미국번역문학가협회상(ALTA Awards:American Literary Translators Association)의 최종 후보로 지명되었다.
| “ | 최영미의 시는 관습과 예의를 따지는 체제에 정면으로 맞서는 위험스런 모험을 느끼게 한다. 그녀의 스타일은 바로 그녀의 독립성이다. 그녀의 시는 삶으로 쓴 시들이다. | ” |
|   | — 제임스 킴브렐 (James Kimbrell) |   |

| “ | 강철처럼 단련된 시들에서 사랑과 정치에 대한 정열적인 탐색, 놀랍게도 신선한 무모함이 페이지마다 터져나온다. | ” |
|   | — 체이스 트위첼 (Chase Twichell)                                                                           |   |

미국의 계관 시인이자 버클리 대학 교수인 로버트 하스(Robert Hass)는 2009년 버클리에서 열린 시 낭송회 런치 포임(lunch poem)에서 " 최영미의 시는 추상표현주의 회화같다."라고 평했다. 2005년 일본의 청수사(靑樹社)에서 출간된 최영미의 시선집 《서른, 잔치는 끝났다》를 문화면 머릿기사로 다루며 《아사히신문》은 "다의성(多意性)이 풍부한 명석한 언어"라며 "시에 의해서 잉태된 언어를 이만큼 신중하게, 고독하게 기르고 있는 시인이 가장 이웃한 나라에 있다는 것은 정말 놀랍다"라는 사사키 미키로 시인의 평을 실었다.
최영미는 삶과 여행, 그리고 예술에 관한 산문집 『《시대의 우울: 최영미의 유럽일기》, 《우연히 내 일기를 엿보게 될 사람에게》, 《길을 잃어야 진짜 여행이다》를 출간했으며, 미투이후 <아무도 하지 못한 말>을 펴냈고 번역서로는 Francis Bacon in Conversation with Michel Archimbaud를 한국어로 번역해 《화가의 잔인한 손: 프란시스 베이컨과의 대화》(1998,도서출판 강)이란 제목으로 출간했다. 이외 외국시를 번역하여 소개한 <내가 사랑하는 시> <시를 읽는 오후>가 있다. 
인하대학교와 강원대학교에서 시 창작을 가르쳤으며, 지학사 고등검정교과서 문학(2014년)에 최영미의 시 〈선운사에서〉가, 창비사 고등인정지도서 문학(2012년)에 〈지하철에서 2〉가, 학연사 고등검정지도서 작문에 (2012년) 산문집 《시대의 우울》, 〈쾰른〉편이 수록되었다.
세 명의 한국 작곡가- 이건용, 김대성 그리고 안치환이 최영미의 시를 노래로 만들었다. 서울오페라단 단장인 이건용이 작곡하고 전경옥이 노래한 아트 팝 겸 클래식 음반 《혼자사랑》 (1998년)에 최영미의 시 4편을 노랫말로 삼은 〈선운사에서〉, 〈아도니스를 위한 연가〉, 〈슬픈 카페의 노래〉, 〈북한산에 첫눈 오는 날〉의 4곡이 포함되었다. 무형문화재인 국악인 강권순의 창작 가곡집 《첫마음》(2007년)에 김대성이 작곡한 노래 '선운사에서'가 수록되었고, 안치환의 10집 앨범인 《오늘이 좋다》(2010년)에 안치환이 작곡하고 부른 노래 〈선운사에서〉가 실렸다.

### 기타
최영미는 2011년 국회도서관 홍보 대사로 위촉되었고, 2012년부터 2013년까지 대한축구협회 축구사랑나눔재단 이사로 활동했다. 열렬한 축구팬인 그녀는 2006년 Die Tageszeitung에서 발행한 독일월드컵 특집호 Taz journal Mai 2006에 한국 축구에 대한 글을 기고했고, 2011년 축구 에세이 《공은 사람을 기다리지 않는다》를 출간했다.

### 시집
- 《서른, 잔치는 끝났다》(창작과비평사, 1994)
- 《꿈의 페달을 밟고》(창작과비평사, 1998) ISBN 8936421751
- 《돼지들에게》(실천문학사, 2005) ISBN 8939205286
- 《도착하지 않은 삶》(문학동네, 2009) ISBN 9788954607858
- 《이미 뜨거운 것들》 (실천문학사, 2013)
- <다시 오지 않는 것들> (이미출판사,2019년)
- Three Poets of Modern Korea: Yi Sang, Hahm Dong-seon and Choi Young-mi (translated by James Kimbrell and Yu Jung-yul, 2002 Sarabande Books)

### 산문
- 장편소설《흉터와 무늬》(랜덤하우스중앙, 2005)
- 장편소설 《청동정원》 (은행나무, 2014)
- 산문집《시대의 우울》(창작과비평사, 1997)
- 산문집《우연히 내 일기를 엿보게 될 사람에게》(문학동네, 2009)
- 산문집<아무도 하지 못한 말>(해냄 출판사,2020년)

### 어록
시는 내게 밥이며 연애이며 정치이며, 그 모든 것들 위에 서 있는 무엇이다. 그래서 나의 운명이 되어버린 시들이여. 세상의 벗들과 적들에게 맛있게 씹히기를……
으자자자작.
— 《꿈의 페달을 밟고》

나의 선택이 항상 옳지는 않았지만, 그렇게 살 수밖에 없었던 운명을 마흔이 넘어 이해했다. 너무 늦기 전에 깨달음을 내려주신 신에게 감사하며 내일도 나는 광야에 홀로 서 있을 것이다.
— 《돼지들에게》

불꽃이 꺼진 뒤에도 살아야 하니. 막막하지만 더듬거리며 여기서 다시 시작하련다.— 《서른, 잔치는 끝났다》(2015 개정판)

내가 내 집만 있었더라면 이런 수모 당하지 않는데...— 호텔 숙박 논란 해명글에서

## 운동권 진영의 저항
최영미가 유명해진건 고은의 성추행을 '괴물'을 통해 폭로해서이다(그리고 '돼지들에게'라는 시 역시 운동권의 위선을 보여준다). 이에 고은을 성역화하려고 하였던 운동권은 격렬하게 저항하였었다.
민족문화작가회의에서 사무국장을 하던 이승철은 최영미의 사생활을 거론하면서 그녀의 발언의 신빙성을 낮추려고 하였다.
하지만 명예훼손으로 소송을 건 고은은 1심과 2심에서 최영미와 언론사에 패했고 항소를 포기하였다.
.

## 참고 자료
- 사가와 아키 "글로벌 시대의 세련된 지성"—2009년, 최영미 시집 <도착하지 않은 삶>의 해설